# Navacelles
Navacelles település Franciaországban, Gard megyében. Lakosainak száma 307 fő (2022. január 1.). Navacelles Allègre-les-Fumades, Bouquet, Brouzet-lès-Alès, Les Plans és Servas községekkel határos.

## Népesség
A település népességének változása:
| Lakosok száma | 230  | 204  | 190  | 247  | 319  | 328  | 325  | 305  | 304  | 307  |
|               | 1968 | 1982 | 1990 | 2006 | 2013 | 2015 | 2017 | 2019 | 2020 | 2022 |